# 듀엣가요제
《듀엣가요제》는 한국 최정상 가수와 일반인이 함께 파트너가 되어 듀엣 무대를 만드는 MBC TV의 음악 버라이어티 프로그램이다.
2015년 추석 파일럿 방송 때에는 《듀엣가요제 8+》이라는 이름으로 방영되었으며, 진행자는 전현무였다.

## 방송 시간
| 방송 채널 | 방송 기간                       | 방송 시간                   | 비고      |
| MBC TV    |                                 |                             |           |
| --------- | ------------------------------- | --------------------------- | --------- |
| MBC TV    | 2015년 9월 25일                 | 금요일 밤 9:30 ~ 11:00      | 파일럿    |
| MBC TV    | 2016년 2월 8일                  | 화요일 저녁 5:45 ~ 7:45     | 파일럿    |
| MBC TV    | 2016년 4월 8일 ~ 2017년 4월 7일 | 매주 금요일 밤 9:30 ~ 11:10 | 정규 방송 |

## 진행 방식
- 가수가 듀엣참여를 신청한 파트너를 직접 선택하는 방식이며 파트너를 정할 때 파트너를 하자는 가수가 겹치면 일반인 참가자가 직접 파트너를 선택 할 수 있고 직접 가수가 듣고, 거절 할 수도 있다.
- 2015년 추석 파일럿 때는 방청객이 스마트폰으로 심사해서 각 듀엣팀 마다 총 3번의 투표를 할 수 있으며, 좋아요/글쎄요로 투표한다. 경연점수는 곡 당 총 3번의 투표를 통해 얻은 (좋아요/투표장 입장객 X 3)X100으로 주어진다.
- 2016년 설특집부터 평가 방식은 500명의 방청객의 투표로 결정되며 노래시작과 함께 투표가 가능하다. 우승팀은 다음 경연에 참여할 수 있는 기회가 주어지며, 관객들의 투표를 통해 나머지 한 팀에게도 다음 경연 참여 기회가 주어진다.
- 23회부터는 2차 경합을 통해 우승팀을 가리며, 우승팀은 최대 5회까지 우승할 수 있다.

## 역대 우승자

### 2015년 & 2016년
| 회차       | 방송일                            | 이름            | 우승 곡                           | 다음 주 출연 기회 부여          |
| ---------- | --------------------------------- | --------------- | --------------------------------- | ------------------------------- |
| 파일럿 1회 | 2015년 9월 25일                   | 휘인 & 조인우   | 단발머리 (조용필)                 |                                 |
| 파일럿 2회 | 2016년 2월 8일                    | 솔지 & 두진수   | 서쪽 하늘 (이승철)                |                                 |
| 1회        | 2016년 4월 8일                    | 솔지 & 두진수   | 8282 (다비치)                     | 제시 & 김석구                   |
| 2회        | 2016년 4월 15일                   | 현진영 & 조한결 | 누구없소 (한영애)                 | 솔지 & 두진수                   |
| 3회        | 2016년 4월 22일                   | 린 & 김민정     | 이 밤이 지나면 (임재범)           | 켄 & 최상엽                     |
| 4회        | 2016년 4월 29일                   | 산들 & 조선영   | 말하는 대로 (처진달팽이)          | 켄 & 최상엽                     |
| 5회        | 2016년 5월 6일                    | 산들 & 조선영   | 길 (god)                          | 켄 & 최상엽 조PD & 조형원       |
| 6회        | 2016년 5월 13일                   | 켄 & 최상엽     | 그것만이 내 세상 (들국화)         | 이창민 & 전건호                 |
| 7회        | 2016년 5월 20일                   | 산들 & 조선영   | 기억의 습작 (전람회)              | 이석훈 & 이소리                 |
| 8회        | 2016년 5월 27일                   | 이영현 & 박준형 | 비의 랩소디 (최재훈)              | 산들 & 조선영                   |
| 9회        | 2016년 6월 3일                    | 소찬휘 & 김민재 | 천년의 사랑 (박완규)              | 산들 & 조선영                   |
| 10회       | 2016년 6월 10일                   | 산들 & 조선영   | Music Is My Life (임정희)         | 바다 & 이원갑 나윤권 & 김민상   |
| 11회       | 2016년 6월 17일                   | 나윤권 & 김민상 | 난 행복해 (이소라)                | 바다 & 이원갑                   |
| 12회       | 2016년 6월 24일                   | 허영생 & 이정혁 | 주문 MIROTIC (동방신기)           | 나윤권 & 김민상 존 박 & 안재만  |
| 13회       | 2016년 7월 1일                    | 김윤아 & 채보훈 | If You (빅뱅)                     | 크러쉬 & 박은옥 허영생 & 이정혁 |
| 14회       | 2016년 7월 8일                    | 김윤아 & 채보훈 | 크게 라디오를 켜고 (시나위)       | 김필 & 신해원 허영생 & 이정혁   |
| 15회       | 2016년 7월 15일                   | 김윤아 & 채보훈 | 사랑 그 쓸쓸함에 대하여 (양희은)  | 정인 & 최효인 김경호 & 한병호   |
| 16,17회    | 2016년 7월 22일 2016년 7월 29일   | 산들 & 조선영   | 말리꽃 (이승철)                   | —                               |
| 18회       | 2016년 8월 5일                    | 한동근 & 최효인 | 스물다섯, 스물하나 (자우림)       | 라디 & 장선영 김경호 & 한병호   |
| 19회       | 2016년 8월 26일                   | 한동근 & 최효인 | 거짓말 거짓말 거짓말 (이적)       | 강성훈 & 장지현 유성은 & 정윤돈 |
| 20회       | 2016년 9월 2일                    | 한동근 & 최효인 | 바람이 분다 (이소라)              | 이석훈 & 김창수 테이 & 이선미   |
| 21회       | 2016년 9월 9일                    | 이석훈 & 김창수 | 나와 같다면 (김장훈)              | 한동근 & 최효인 솔라 & 동선호   |
| 22회       | 2016년 9월 16일                   | 박남정 & 박장현 | 풍문으로 들었소 (함중아와 양키스) | —                               |
| 23,24회    | 2016년 9월 23일 2016년 9월 30일   | 한동근 & 최효인 | 바람의 노래 (조용필)              | 이석훈 & 김창수 손승연 & 성경모 |
| 25,26회    | 2016년 10월 14일 2016년 10월 28일 | 김조한 & 진성혁 | Bounce (조용필)                   | 한동근 & 최효인                 |
| 27,28회    | 2016년 11월 4일 2016년 11월 11일  | 한동근 & 최효인 | 바람기억 (나얼)                   | 김조한 & 진성혁 조현아 & 김은아 |
| 29,30회    | 2016년 11월 18일 2016년 11월 25일 | 김조한 & 진성혁 | Kiss Me (박진영)                  | 휘성 & 안수민                   |
| 31,32회    | 2016년 12월 2일 2016년 12월 9일   | 봉구 & 권세은   | 오늘같은 밤이면 (박정운)          | 휘성 & 안수민                   |
| 33,34회    | 2016년 12월 16일 2016년 12월 23일 | 봉구 & 권세은   | 봄날은 간다 (김윤아)              | KCM & 유다미                    |

### 2017년
| 회차    | 방송일                          | 이름            | 우승 곡            | 다음 주 출연 기회 부여    |
| ------- | ------------------------------- | --------------- | ------------------ | ------------------------- |
| 35,36회 | 2017년 1월 6일 2017년 1월 13일  | 김윤아 & 채보훈 | 눈의 꽃 (박효신)   | 봉구 & 권세은             |
| 37,40회 | 2017년 1월 20일 2017년 2월 10일 | 김윤아 & 채보훈 | Last Dance (빅뱅)  | 봉구 & 권세은 린 & 김인혜 |
| 38,39회 | 2017년 1월 27일 2017년 2월 3일  | 김도향 & 안신애 | 슬픈 인연 (나미)   | —                         |
| 41,42회 | 2017년 2월 17일 2017년 2월 24일 | 린 & 김인혜     | 이 바보야 (정승환) | 봉구 & 권세은             |
| 43,44회 | 2017년 3월 3일 2017년 3월 17일  | 육중완 & 이주혁 | 촛불하나 (god)     | 린 & 김인혜               |
| 45,46회 | 2017년 3월 24일 2017년 3월 31일 | 정은지 & 유혜선 | 연 (빅마마)        | 안신애 & 정진철           |
| 47회    | 2017년 4월 7일                  | 한동근 & 최효인 | 숨 (박효신)        | —                         |

## 시청률
| 2016년 | 2016년    | 2016년         | 2016년         |
| 회차   | 방송일    | TNmS 시청률    | AGB 시청률     |
| 회차   | 방송일    | 대한민국(전국) | 대한민국(전국) |
| ------ | --------- | -------------- | -------------- |
| 1회    | 4월 8일   | 6.2%           | 7.6%           |
| 2회    | 4월 15일  | 6.3%           | 7.1%           |
| 3회    | 4월 22일  | 6.0%           | 6.3%           |
| 4회    | 4월 29일  | 6.6%           | 8.1%           |
| 5회    | 5월 6일   | 7.0%           | 7.5%           |
| 6회    | 5월 13일  | 5.2%           | 6.2%           |
| 7회    | 5월 20일  | 6.2%           | 7.7%           |
| 8회    | 5월 27일  | 7.0%           | 6.3%           |
| 9회    | 6월 3일   | 5.4%           | 6.6%           |
| 10회   | 6월 10일  | 6.5%           | 6.5%           |
| 11회   | 6월 17일  | 5.6%           | 6.7%           |
| 12회   | 6월 24일  | 5.9%           | 7.1%           |
| 13회   | 7월 1일   | 5.4%           | 6.9%           |
| 14회   | 7월 8일   | 5.4%           | 6.2%           |
| 15회   | 7월 15일  | 6.0%           | 6.7%           |
| 16회   | 7월 22일  | 6.5%           | 6.4%           |
| 17회   | 7월 29일  | 6.8%           | 6.9%           |
| 18회   | 8월 5일   | 6.1%           | 5.6%           |
| 19회   | 8월 26일  | 5.3%           | 6.0%           |
| 20회   | 9월 2일   | 6.3%           | 5.6%           |
| 21회   | 9월 9일   | 5.8%           | 5.2%           |
| 22회   | 9월 16일  | 8.2%           | 9.2%           |
| 23회   | 9월 23일  | 6.5%           | 7.3%           |
| 24회   | 9월 30일  | 6.3%           | 6.8%           |
| 25회   | 10월 14일 | 4.3%           | 5.0%           |
| 26회   | 10월 28일 | 5.8%           | 5.4%           |
| 27회   | 11월 4일  | 4.7%           | 5.7%           |
| 28회   | 11월 11일 | 5.3%           | 5.8%           |
| 29회   | 11월 18일 | 5.8%           | 5.8%           |
| 30회   | 11월 25일 | 4.7%           | 5.9%           |
| 31회   | 12월 2일  | 5.1%           | 5.4%           |
| 32회   | 12월 9일  | 5.3%           | 5.8%           |
| 33회   | 12월 16일 | 5.3%           | 4.9%           |
| 34회   | 12월 23일 | 5.2%           | 5.1%           |
| 2017년 |           |                |                |
| 35회   | 1월 6일   | 5.6%           | 7.1%           |
| 36회   | 1월 13일  | 5.7%           | 6.9%           |
| 37회   | 1월 20일  | 5.5%           | 7.1%           |
| 38회   | 1월 27일  | 5.7%           | 5.9%           |
| 39회   | 2월 3일   | 5.8%           | 6.4%           |
| 40회   | 2월 10일  | 4.8%           | 6.2%           |
| 41회   | 2월 17일  | 5.7%           | 7.0%           |
| 42회   | 2월 24일  | 6.2%           | 7.7%           |
| 43회   | 3월 3일   | 5.3%           | 7.2%           |
| 44회   | 3월 17일  | 5.9%           | 6.2%           |
| 45회   | 3월 24일  | 5.8%           | 6.5%           |
| 46회   | 3월 31일  | 5.2%           | 5.9%           |
| 47회   | 4월 7일   | 5.5%           | 5.7%           |

## 결방 및 편성 변경 안내
2016년
- 8월 12일, 8월 19일 : 리우올림픽 중계방송
- 10월 7일 : 2016 DMC 페스티벌 - 나는 가수다 전설의 귀환 방송 관계로 인한 결방
- 10월 14일 : 2016 KBO리그 준플레이오프 2차전 LG : 넥센 중계 방송 관계로 10시 10분에 편성
- 10월 21일 : 2016 KBO리그 플레이오프 1차전 LG : NC 중계 방송 관계로 인한 결방
- 12월 30일 : 2016 MBC 연기대상 방송 관계로 인한 결방

2017년
- 2월 10일 : MBC 특집 대선주자를 검증한다. 문재인 출연 중계방송 관계로 밤 10시에 편성
- 3월 10일 : MBC 긴급대담, MBC 뉴스특보 편성 관계로 인한 결방
- 3월 31일 : 특집 MBC 뉴스데스크 방송 관계로 밤 9시 40분에 편성

## 수상 경력
- 2016년 MBC 방송연예대상
  - 뮤직&토크쇼 남자 신인상 : 한동근
  - MC상 : 백지영, 성시경, 유세윤

## 같이 보기
- 노래싸움 - 승부 (KBS 2TV)
- 판타스틱 듀오, 보컬 전쟁: 신의 목소리 (SBS TV)